# ستيفان غروندي
ستيفان غروندي (بالإنجليزية: Stephan Grundy)‏ (1967، نيويورك في الولايات المتحدة)؛ كاتب، مؤلف وروائي أمريكي.